# زراجة (ذمار)

تعديل مصدري - تعديل

زراجة هي مدينة ومركز مديرية الحداء بمحافظة ذمار اليمنية، بلغ تعداد سكانها 6079 نسمة حسب الإحصاء الذي أجري عام 2004.